# Interlinguistica

La bandiera "Conlang", simbolo della creazione linguistica. Rappresenta la Torre di Babele davanti al sole che sorge

L'interlinguistica è la branca della linguistica che studia ogni aspetto della comunicazione linguistica tra persone che non possono, o non vogliono, farsi capire per mezzo delle proprie lingue materne.
L'interlinguistica studia come le lingue etniche e le lingue ausiliarie (lingue franche e lingue pivot) si comportano in tali situazioni; e sulle possibilità di ottimizzare la comunicazione tra i parlanti di lingue diverse, per esempio impiegando lingue ausiliarie internazionali come l'esperanto o l'Interlingua. Queste sono lingue "controllate" create da uno studio intenzionale (glossopoiesi), di solito con lo scopo di facilitare la comunicazione. Ma l'interlinguistica si occupa anche delle lingue create per scopi letterari (lingue artistiche e aliene); del contatto linguistico che crea lingue franche per la comunicazione ma sorte spontaneamente, come le lingue pidgin; dell'evoluzione delle lingue dovuta a contatti reciproci, come per esempio la teoria delle onde; e delle interlingue create inconsapevolmente da chi impara una lingua diversa dalla propria. Anche la glossolalia e la lingua degli uccelli fanno parte dell'interlinguistica.

## Storia

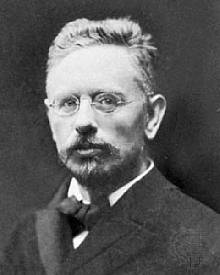
Il linguista danese Otto Jespersen (1860-1943), pioniere dell'interlinguistica

La prima documentazione dell'uso del termine risale ad un testo del 1911, relativo alle lingue ausiliarie internazionali, del belga Jules Meysmans. È diventato d'uso più frequente in seguito ad una conferenza del linguista danese Otto Jespersen al "2º Congresso Internazionale dei Linguisti" nel 1931. Secondo Jespersen, l'interlinguistica è: 
 Secondo questa definizione, le indagini utili ad ottimizzare la comunicazione interlinguistica stanno a base della disciplina, e lo scopo può essere quello di elaborare una nuova lingua per l'uso internazionale oppure all'interno di un Paese od un'unione di Paesi multilingue. Ricerche di questo tipo furono intraprese per esempio dalla "Délégation pour l'adoption d'une langue auxiliaire internationale" (Delegazione per l'adozione di una lingua ausiliaria internazionale), che elaborò l'Ido nel 1907; e dalla International Auxiliary Language Association (Associazione della lingua ausiliaria internazionale) o "IALA", che produsse l'Interlingua nel 1951.
Valter Tauli considerò l'interlinguistica come una sottodisciplina della pianificazione linguistica. I princìpi da lui consigliati per tale pianificazione, da applicare all'evoluzione guidata delle lingue nazionali, possono venire applicati, e in modo anche più libero, alle interlingue artificiali. È notevole che questi princìpi abbiano una stretta corrispondenza con le massime conversazionali di Herbert Paul Grice. Queste "massime" descrivono come viene ottenuta la comunicazione effettiva durante una conversazione; e perché funzioni bene, una lingua deve essere tale da rispettare queste "massime", cosa che le lingue non sempre fanno.
La maggior parte delle pubblicazioni nel campo dell'interlinguistica non sono però così "costruttive", ma piuttosto descrittive, comparative, storiche, sociolinguistiche, o relative alla traduzione ad opera dell'uomo o delle macchine. Come nel caso dell'esperanto, che è la più usata tra le interlingue artificiali, esiste una letteratura relativamente abbondante sia sulla lingua in sé stessa che sulla sua filologia.
L'esperantologia costituisce uno dei rami principali dell'interlinguistica, dato che fin dal suo inizio nel 1887 il maggiore impiego dell'esperanto rispetto alle altre interlingue dona alla ricerca e allo studio la maggiore quantità di testi ed articoli, spesso scritti direttamente in esperanto.
Un valido contributo agli studi d'interlinguistica viene fornito dal Centro italiano di interlinguistica, la cui casa editrice Kooperativo de Literatura Foiro pubblica due riviste esperantiste, Literatura Foiro e Heroldo de Esperanto; che oltre ad articoli di letteratura, il loro argomento principale, includono anche articoli sull'interlinguistica.
Le riviste internazionali specializzate sull'argomento sono:
- Informilo por Interlingvistoj (IPI), pubblicata da "The Center for Research and Documentation on World Language Problems (CED)"
- Language Problems and Language Planning[2], pubblicata dalla casa editrice "John Benjamins Publishing Company" di Amsterdam
- Interlingvistisches Informationen, pubblicata da "Gesellschaft für Interlinguistik"
- Esperantologio/Esperanto Studies (EES)

## Elenco fondamentale

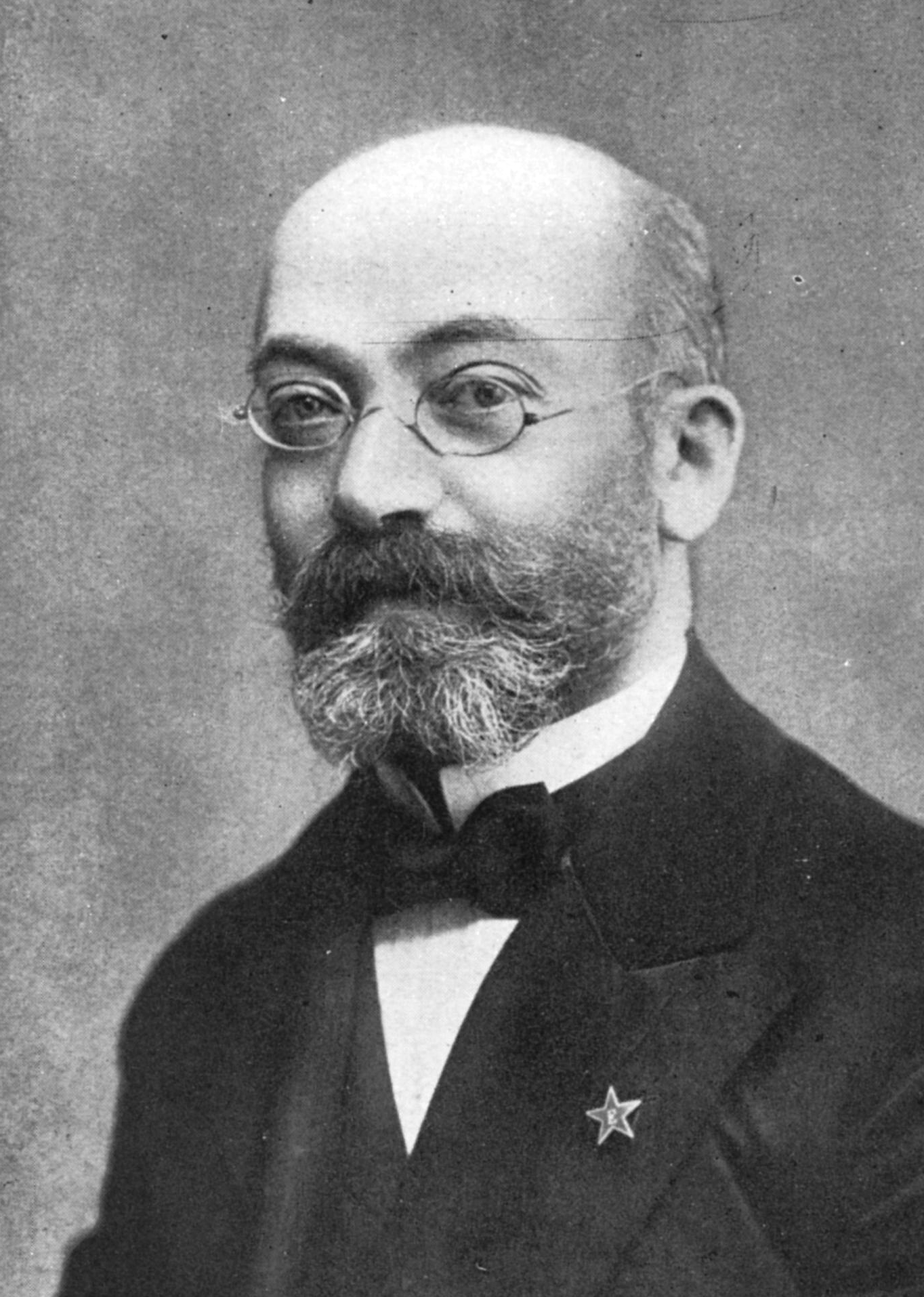
Ludwik Lejzer Zamenhof (1859-1917), creatore dell'esperanto, la lingua artificiale di maggior successo

Alcune lingue artificiali sono menzionate fin dal Medioevo, come per esempio la Lingua ignota di Ildegarda von Bingen ed il Balaibalan di Muhyî-i Gülşenî, probabilmente con finalità mistiche e non di comunicazione. Queste lingue, così come le lingue sacre in uso presso alcuni popoli tribali quali il Damin degli aborigeni australiani, l'Eskay delle Filippine, il Medefaidrin della Nigeria, la "Lingua segreta" dei Dogon del Mali ed altre, attestano che l'invenzione linguistica non è solamente un prodotto dell'epoca moderna, e nemmeno della sola cultura occidentale. Molto probabilmente da tempi remoti, e nel mondo intero, sono state create lingue con finalità religiose o segrete. È probabile che future ricerche presso gli archivi storici extraeuropei, e lo studio delle lingue sciamaniche e di altri idiomi religiosi, ci rivelino la presenza, presente e passata, di molte lingue ancora oggi sconosciute.
In seguito si è passati attraverso la fase delle "lingue filosofiche" dei secoli XVII e XVIII, delle quali tanto s'interessarono grandi filosofi quali Comenio, Dalgarno, Wilkins, Lodwick e Leibniz.
Infine si è arrivati ai moltissimi progetti meno "filosofici" ma più "pratici" dei secoli XIX, XX e XXI. Di tutte queste lingue artificiali progettate per la comunicazione, alcune soltanto hanno avuto un'applicazione pratica degna di nota. Esse sono: 
- Solresol di Jean François Soudre (1817)
- Volapük di Johann Martin Schleyer (1879)
- Esperanto di Ludwik Lejzer Zamenhof (1887)
- Idiom Neutral di Waldemar Rosenberger (1902)
- Latino sine flexione di Giuseppe Peano (1903)
- Ido di Louis de Beaufront, Louis Couturat e Léopold Leau (1907)
- Occidental (o Interlingue) di Edgar de Wahl (1922)
- Novial di Otto Jespersen (1928)
- Basic English di Charles Kay Ogden (1930)
- Neo di Arturo Alfandari (1937)
- Interlingua della IALA, diretta da Alexander Gode (1951); oggi UMI (Union Mundial pro Interlingua)

Tra queste solo l'esperanto, e in misura minore l'Interlingua, radunano ancora oggi una comunità considerevole di parlanti attivi. Il Loglan, il Lojban e la Glosa posseggono, fin dalla loro creazione, un piccolo gruppo di aderenti. Il progresso della tecnologia del computer, in particolare di internet, ha favorito la formazione di piccoli gruppi di seguaci di moltissime interlingue vecchie e nuove.
Tra le lingue artistiche, le più note in passato furono le tante varietà di latino maccheronico, prima fra tutte quella di Teofilo Folengo. In tempi molto più recenti la "Newspeak" (Neolingua) di George Orwell nel suo romanzo 1984, e il Nadsat di Anthony Burgess nel romanzo e nel film A Clockwork Orange (Arancia meccanica). Oggi le più popolari sono i linguaggi della Terra di Mezzo dello scrittore inglese J. R. R. Tolkien, soprattutto il Quenya e il Sindarin. Tra le più recenti l'atlantiano, creato da Marc Okrand per il film Disney Atlantis - L'impero perduto (2001); il Dothraki; le lingue Valyriane, creazioni di David J. Peterson per la serie televisiva Game of Thrones (Il Trono di Spade); il Loxian della scrittrice Roma Ryan, creato per alcuni testi cantati dalla musicista Enya.
Tra le lingue aliene del cinema di fantascienza la più popolare è senz'altro il Klingon relativo, insieme al Vulcaniano, al Romulano e altre, alla serie televisiva e cinematografica di Star Trek. Poi il Basic Galattico, lingua franca dell'universo di Guerre stellari; e il Na'vi, creato da Paul Frommer per il film Avatar del 2009.
Tra i linguaggi soltanto scritti (pasigrafie) il più conosciuto è il Blissymbolics: un sistema di scrittura artificiale ideato da Charles K. Bliss nel 1949. Esso fu creato per la comunicazione internazionale, ma ha trovato il suo campo d'applicazione altrove, come ausilio per persone inabili ad utilizzare le lingue ordinarie a causa di disabilità motorie o cognitive. Esempi analoghi sono l'"Intac" di Anthony Page (1969); e il "Vidling", ispirato ai princìpi dell'esperanto, creato nel 1990 dal maestro bergamasco Mirko Marcetta.
Tra le lingue dei segni, il Gestuno è un tentativo di creare una lingua dei segni internazionale ad uso dei sordi di tutto il mondo. È stato creato un sistema analogo basato sull'esperanto, denominato Signuno.
Tra le lingue musicali tradizionali la più conosciuta è il Silbo gomero delle Isole Canarie. Fra quelle artificiali il già citato "Solresol", basato sulle 7 note della scala diatonica in Do maggiore, fu una delle prime lingue "inventate" nella storia. Nel 1990 Bruce Koestner ha creato un'analoga lingua, chiamata Eaiea, fondata sulle 12 note della scala cromatica.

## Classificazione
Tra le lingue artificiali si distinguono innanzitutto le "pasigrafie", cioè le lingue soltanto scritte, e le "pasilalie", ovvero le lingue parlate e solitamente anche scritte.
Poi si distingue tra le "lingue a priori" e le "lingue a posteriori", di cui uno dei primi esempi fu la Communicationssprache del 1839. Queste ultime sono basate su una, o più spesso molte, lingue di partenza; mentre questo non è evidente per le prime, quali per esempio le "lingue filosofiche" del XVII secolo, il Solresol, e le lingue logiche del XX secolo come per esempio il Ro, l'Oz il Loglan e il Lojban. Le interlingue sorte spontaneamente sono necessariamente "a posteriori"; oppure "iconiche", cioè fanno uso d'immagini o di segni imitatori. Un interessante esempio recente di lingua a priori, filosofica e isolante è il Toki Pona di Sonja Lang, che impiega uno scarso numero di vocaboli.
Le lingue "a posteriori" vengono ulteriormente divise in "lingue schematiche" (per esempio l'esperanto), che cercano di semplificare e sintetizzare il più possibile le lingue prese a modello, sperando di essere più neutrali verso i parlanti di lingue molto diverse; e "lingue naturalistiche" (per esempio l'Intersistemal, l'Interlingua, l'Occidental, il Mondial, la Lingua Franca Nova o la Lingue Simple), che, pur semplificandole, cercano di restare vicine alle lingue prese a modello; sperando di abbreviare il tempo di apprendimento, almeno per i parlanti delle lingue di riferimento.
Mentre il latino e le lingue neolatine siano state il riferimento di un grandissimo numero di interlingue, un numero minore ma tutt'altro che scarso è stato quello delle lingue a base germanica o slava. Invece si contano sulla punta delle dita quelle a base greca ed ebraica. È significativo che l'ispirazione di un gran numero d'interlingue venga da un'altra interlingua, ovvero l'esperanto, che ha dovuto affrontare parecchi tentativi di riforma, detti "esperantidoj", anche se generalmente infruttuosi.
Per esigenze di spazio, la seguente tabella elenca una o poche lingue rappresentative per ogni tipo classificato. Molte altre potrebbero essere citate.
|             | Lingue soltanto parlate                               | Lingue parlate e scritte | Lingue soltanto scritte (pasigrafie) | Lingue dei segni               | Lingue musicali |
| ----------- | ----------------------------------------------------- | ------------------------ | ------------------------------------ | ------------------------------ | --------------- |
| Spontanee   | Russenorsk, Lingua franca mediterranea o "Sabir"      | Tok Pisin                | Cinese classico                      | Lingue gestuali dei Pellerossa | Silbo gomero    |
| Artificiali | Damin, Eskay, Medefaidrin, "Lingua segreta" dei Dogon | Esperanto, Interlingua   | Blissymbolics                        | Gestuno, Signuno               | Solresol, Eaiea |

### In italiano
- Francesca Masini e Nicola Grandi (a cura di), Tutto ciò che hai sempre voluto sapere sul linguaggio e sulle lingue, Bologna, Caissa Italia Editore, 2017, ISBN 978-88-6729-044-4
  - Federico Gobbo, Lingue inventate. Quando una lingua non è naturale, Cap. 25, pp. 109–112, in: Masini e Grandi, Op. cit.
  - Alessio Di Renzo e Virginia Volterra, Altre voci. Le lingue dei segni tra passato e presente, Cap. 28, pp. 121–124, in: Masini e Grandi, Op. cit.
  - Barbara Turchetta, Come nasce una lingua? I pidgin: piccole grandi lingue, Cap. 30, pp. 129–132, in: Masini e Grandi, Op. cit.
- Giulio Soravia, Le lingue del mondo, Bologna, Il Mulino, 2014, ISBN 978-8815248312
  - Le lingue non vocali, Cap. 6.4, pp. 136–138, in: Soravia, Op. cit.
  - Le lingue franche e i pidgin, Cap. 6.5, pp. 138–143, in: Soravia, Op. cit.
  - Le lingue inventate, Cap. 6.8, pp. 147–152, in: Soravia, Op. cit.
  - Le lingue liturgiche, Cap. 6.9, pp. 152–155, in: Soravia, Op. cit.
- Federico Gobbo, Fondamenti di interlinguistica ed esperantologia. Pianificazione linguistica e lingue pianificate, Milano, Raffaello Cortina Editore, 2009, ISBN 978-88-7043-141-4
- Barbara Turchetta, Pidgin e creoli. Introduzione allo studio delle lingue di contatto, Roma, Carocci, 2008
- Barbara Fusco, Che cos'è l'interlinguistica, Collana "Le bussole", Roma, Carocci, 2008
- Paolo Valore, Materiali per lo studio dei linguaggi artificiali del Novecento, Milano, Cuem, 2006, ISBN 978-88-6001-092-6
- Caterina Marrone, Le lingue utopiche, Viterbo, Stampa Alternativa, 2004 [1995], ISBN 88-424-9566-2
- Paolo Albani e Berlinghiero Buonarroti, Aga Magéra Difúra. Dizionario delle lingue immaginarie, Bologna, Zanichelli, 1994, ISBN 88-08-09594-0
- Umberto Eco, La ricerca della lingua perfetta nella cultura europea, Roma-Bari, Laterza, collana Fare l'Europa, 1993, ISBN 88-420-4287-0
- Giorgio Silfer, Le lingue universali, Milano, Centro italiano di interlinguistica, 1988
- Valerio Ari, Il castigliano come base e mezzo di pianificazione interlinguistica, tesi di laurea, 1982
- Alessandro Bausani, Le lingue inventate, Roma, Astrolabio-Ubaldini, 1974
- Giacomo Francesco Sertoriol, Il problema della lingua universale, Porto Maurizio, Berio, 1888

### In inglese
- Federico Gobbo, Introduction to Interlinguistics,  München, GRIN Verlag, 2020, ISBN 978-3346108050
- J. R. R. Tolkien, A Secret Vice. Tolkien on Invented Languages, edited by Dimitra Fimi & Andrew Higgins, London, HarperCollinsPublishers, 2016, ISBN 978-0008131395
- Roberto Garvía, Esperanto and Its Rivals. The Struggle for an International Language, University of Pennsylvania Press, 2015, ISBN 978-0812247107
- Michael Adams (a cura di),  From Elvish to Klingon: Exploring Invented Languages, Oxford, Oxford University Press, 2011, ISBN 978-0192807090
- Arika Okrent, In the Land of Invented Languages, New York, Random House Inc., 2010, ISBN 978-0812980899
- F.P. Gopsill, International Languages: a matter for interlingua, Cap. 1-8, pp. 7–106, Sheffield, British Interlingua Society, 1990, ISBN 0-9511695-6-4
- Klaus Schubert (a cura di), Interlinguistics. Aspects of the Science of Planned Languages, Berlino, Mouton De Gruyter, 1989
- Andrew Large, The Artificial Language Movement, Oxford, Blackwell, 1985

### In altre lingue
- (EO)  Vĕra Barandovská-Frank, (2020), Interlingvistiko. Enkonduko en la sciencon pri planlingvoj, 333 pp., Poznań, Univ. Adam Mickiewicz, ISBN 9788365483539
- (FR)  F.P. Miller, A.F. Vandome, J. McBrewster (a cura di), Langue Construite, Alphascript Publishing, 2010, ISBN 978-6130825942
- (FR)  Louis Couturat, Léopold Leau, Histoire de la langue universelle , Hildesheim, Georg Olms Verlag, 2001, ISBN 978-3-487-06885-5 [Paris, Hachette, 1903]
- (DE)  Cyril Brosch e Sabine Fiedler, Florilegium interlinguisticum: Festschrift für Detlev Blanke zum 70/ Geburtstag , Francoforte sul Meno, Peter Lang, 2011, ISBN 978-3631613283
- (DE)  Detlev Blanke, Internationale Plansprachen. Eine Einführung, Berlino, Akademie Verlag, 1985
- (EO)  Federico Gobbo (a cura di), Lingua, politica, cultura. Serta gratulatoria in honorem Renato Corsetti, New York, Mondial, 2016, ISBN 978-1595693259
- (EO)  Sebastian Kirf kaj Detlev Blanke, Pri planlingvoj, interlingvistiko, Esperanto, lingvopolitiko kaj kelkaj aliaj temoj: teksto de video-intervujo kun Detlev Blanke, MAS Monda Asembleo Socia, 2015, ISBN 978-2369600268
- (EO)  Aleksandr Dulicenko, En la serĉado de la mondolingvo. Aŭ interlingvistiko por ĉiuj, Serio "Scio" Volumo 7, Kaliningrad, Sezonoj, 2006
- (EO)  Janus Di Censo, Trasermo, Milano, Laser Edizioni, 1994, ISBN 88-900050-0-9
- (EO)  Ernest Drezen, Historio de la mondolingvo. Tri jarcentoj da serĉado, Mosca, Progreso, 1991 [1931]
- (FR)  Marcel Monnerot-Dumaine, Précis d'interlinguistique générale et spéciale, Paris, 1960